# Aleksandr 3. af Rusland
|  | Flytteforslag Denne side er foreslået flyttet til Alexander 3. af Rusland. Klik her for at se flytteforslaget. |

Aleksandr 3. af Rusland (russisk: Александр III Александрович, tr. Aleksandr III Aleksandrovitj; født 26. februar 1845, død 20. oktober 1894) var Zar af Rusland 1881-1894. Han var søn af tsar Aleksandr 2. og tsarina Marija Aleksandrovna.

## Familie
Storfyrst Aleksandr blev født i 1845 som den næstældste søn af det daværende tronfølgerpar, storfyrst Aleksandr Nikolajevitj og storfyrstinde Marija Aleksandrovna, født prinsesse af Hessen og ved Rhinen. Hans farfar var den regerende kejser, Nikolaj 1. af Rusland og hans farmor var kejserinde Aleksandra Fjodorovna, født prinsesse af Preussen og yngre søster til kejser Wilhelm 1. af Tyskland.
Aleksandrs ældste bror, storfyrst Nikolaj Aleksandrovitj af Rusland var tronfølger (tsesarevitj), og Aleksandr stod derfor ikke umiddelbart til at arve den russiske trone. Aleksandr fik desuden en søster og fire yngre brødre.
Udover Aleksandrs forældre, bedsteforældre og søskende talte den russiske kejserfamilie, Romanov-dynastiet efterhånden flere grene, der alle var efterkommere af Pavel 1. af Rusland, samt fjernere grene, der var efterkommere af russiske storfyrstinder, der efter deres ægteskab blev boende i Rusland med deres familie. Aleksandrs far, den senere Aleksandr 2. havde blandt andet tre yngre brødre, der hver især blev stamfader til deres egen gren af den russiske kejserfamilie.

## Ungdom
Aleksandr fik som yngre søn en begrænset boglig uddannelse, og meningen var at han skulle gøre karriere i militæret. Hans ældre bror, storfyrst Nikolaj blev betragtet som den mest intelligente af de to, og få tillagde Aleksandr større evner. De to brødre voksede op sammen og havde et nært forhold til hinanden.
Storfyrst Aleksandr blev af sine samtidige anset for grov og ikke særlig intelligent. Aleksandr selv var mest tilpas ved at ligne flertallet af den russiske befolkning, og senere gik han ofte i russisk bondetøj, som han følte sig bedst tilpas i. Aleksandr var høj og stor og kendt for sin enorme styrke. Han kunne rive kortspil midt over, og nød at underholde gæster med den slags. Han holdt af ballet, ligesom han var ivrig amatørmusiker.
I april 1865 døde hans ældste bror storfyrst Nikolaj, og Aleksandr var pludselig tronarving. Det medførte en stor omvæltning for Aleksandr, hvilket ikke altid var let for ham og det var en svær omstilling at gå fra yngre søn til at være tronarving.

## Forlovelse og ægteskab
Aleksandr blev i 1866 gift med prinsesse Dagmar af Danmark. Hun var datter af kong Christian 9. og dronning Louise.
Dagmar havde været forlovet med Nikolaj, men efter hans død blev det besluttet at Aleksandr skulle giftes med Dagmar. Aleksandr var på daværende tidspunkt forelsket i en russisk adelsdame, og han var derfor i starten ikke villig til at gifte sig med prinsesse Dagmar. Det medførte en del konflikt i familien, da han samtidig gav udtryk for hans manglende ønske om at være tronfølger. Det endte med at Aleksandr fulgte faderens vilje og tog til Danmark, hvor han friede til Dagmar.
Brylluppet stod efterfølgende i Skt. Petersborg i slotskirken i Vinterpaladset. Parret fik som bolig tronfølgerens sædvanlige residens i hovedstaden, Anitjkovpaladset, beliggende hvor hovedgaden Nevskij Prospekt krydser Fontanka-floden. Her skabte de rammerne om en kernefamilie, og Aleksandr havde som en af de få russiske kejsere ikke nogen elskerinde, og ægteskabet var lykkeligt. Aleksandr og Dagmar fik seks børn, hvoraf den ældste blev kejser under navnet Nikolai 2.

## Tronfølger
Da Aleksandr blev tronfølger, begyndte han et omfattende studie under overvågning af den reaktionære og den politisk og religiøst konservative Konstantin Pobedonostsev. Aleksandr havde ingen offentlig politisk rolle som tsarevitj, men han lod det være tydeligt, at han ikke delte den nuværende regerings principper, herunder hans faders liberalisme. Aleksandr var ivrig anti-tysk, og han forbød tysk i hjemmet, til trods for at Rusland havde dynastisk og politisk alliance med det Det tyske forbund og efter Tysklands samling 1871, det Tyske Kejserrige.
Aleksandr deltog i Den russisk-tyrkiske krig (1877-1878), der gjorde ham til modstander af krig resten af livet.
Den 13. marts 1881 blev kejser Aleksandr 2. myrdet af en venstreorienteret terrorist gruppe "Folkets Vilje", der mente at kejseren ikke var liberal nok.

## Kejser
Efter tronbestigelsen blev sikkerheden omkring kejseren intensiveret, og Aleksandr og hans familie flyttede ud til Gattjina-slottet, der lå uden for Skt. Petersborg. Det fæstningslignende slot var mere passende til at beskytte zarfamilien end den sædvanlige zarresidens, Vinterpaladset, i byens centrum. Her blev familien skarpt bevogtet af kosakker og det hemmelige politi.
Mordet på faderen, fik Aleksandr 3. til at blive endnu mere konservativ, og han fastholdt den enevældige regering, hvilket var stik modsat, hvad de liberale ønskede i Rusland. Aleksandr var som kejser reaktionær og konservativ. Han nægtede at opgive nogen af sine enevældige privilegier - og svækkede demokratiske institutioner. Aleksandr mente, at hans faders liberale anskuelser havde medvirket til hans død, og den eneste måde at beskytte Rusland på var at regere med jernhånd. Alle faderens politiske initiativer til at øge befolkningens andel i styret blev aflyst. Aleksandr førte desuden en nationalistisk politik, der gik ud på at russificere alle befolkninger i imperiet. Ligeledes indledte han forfølgelse af de russiske jøder og begrænsede deres muligheder i Rusland.
Udenrigspolitisk gjorde Aleksandr alt for at undgå krige. Han sørgede dog for at være forberedt i tilfælde af krigshandlinger, og var ikke pacifist.

## Relation til Danmark
Et af de steder hvor Aleksandr 3. kunne slappe af, var når han sammen med sin familie tog til Danmark for at deltage i de såkaldte Fredensborg-dage, hvor kong Christian og dronning Louise samlede børn, børnebørn og andre slægtninge. Aleksandr holdt meget af at være i landet, og han førte ofte an i nevøerne og niecernes vilde lege. I 1885 købte Aleksandr et hus i Fredensborg, så han også havde private gemakker under sine besøg i Danmark. Huset er sidenhen blevet kendt som Kejserens Villa.
Desuden opførte kejser Aleksandr og kejserinde Dagmar den russisk ortodokse kirke i Bredgade, Aleksander Nevskij Kirke, så familien havde et sted at gå til gudstjeneste, når de var i Danmark.

## Død
Aleksandr 3. døde som 49 årig i 1894. Han døde på kejserfamiliens sommerslot på Krim, hvor han havde søgt til på grund af det varme klima. Aleksandrs båre blev med tog bragt til Skt. Petersborg, hvor han blev begravet i familiens begravelseskirke, Peter og Paul-katedralen.

## Børn
Tsar Aleksandr 3. og tsarina Dagmar fik fire sønner og to døtre:
- Tsar Nikolaj 2. af Rusland (6. maj 1868 – 17. juli 1918).
- Storfyrst Aleksandr Aleksandrovitj af Rusland (7. juni 1869 – 21. maj 1870).
- Storfyrst Georgij Aleksandrovitj af Rusland (6. maj 1871 – 9. august 1899).
- Storfyrstinde Ksenija Aleksandrovna af Rusland (6. april 1875 – 20. april 1960).
- Storfyrst Mikhail Aleksandrovitj af Rusland (28. november 1878 – c. 21. juni 1918).
- Storfyrstinde Olga Aleksandrovna af Rusland (13. juni 1882 – 24. november 1960).

## Begravelse
Under Aleksandrs begravelse gik hans lig i forrådnelse. Plus, at hans hustru Dagmar brød sammen over hans lig.